# 大泉ジャンクション
大泉ジャンクション（おおいずみジャンクション）は、東京都練馬区大泉町にある関越自動車道と東京外環自動車道を接続するジャンクションである。
東京外環自動車道の西側の起点となっており、大泉インターチェンジが併設されている。また、政令上の路線名としての東北縦貫自動車道八戸線・同弘前線、常磐自動車道、東関東自動車道水戸線の起点でもある。ジャンクションの構造上、一部接続しない方向がある（後述）。

## 接続している路線
- E17 関越自動車道（2番）
  - 東京外環自動車道内回り→関越自動車道下り
  - 大泉IC→関越自動車道下り

- C3 東京外環自動車道（50番）
  - 関越自動車道上り→東京外環自動車道外回り
  - 大泉IC→東京外環自動車道外回り
  - 東京外環自動車道内回り→大泉IC

## 接続していない路線
- 関越自動車道上り→大泉インターチェンジ（練馬ICを利用する）
- 関越自動車道下り→東京外環自動車道外回り（大泉ICを利用する）
- 東京外環自動車道内回り→関越自動車道上り（大泉ICを利用する）

言い換えれば、練馬IC方面と東京外環自動車道方面は本線を介して行き来できない（ハーフジャンクション）ことになる。

## 歴史
- 1994年（平成6年）3月30日 - 東京外環自動車道大泉IC - 和光ICの開通に伴い供用開始。
- 2005年（平成17年）2月25日 - 東京外環自動車道内回り→関越自動車道下りへのランプウェイが1車線から2車線に拡幅。これにより渋滞が緩和された。
- 2016年（平成28年）11月30日 - 東京外環自動車道内回り→関越自動車道下りへのランプウェイ経路が変更。本線から直接接続路へと進んでいたものを出口ランプと途中まで共有する線形となる[1]。
- 2019年（平成31年） - 東名JCT方面にシールドマシンが発進

東京外環道東名JCT - 大泉JCT間開通予定は未定である。

## 隣
E17 関越自動車道
(1)練馬IC - (2)大泉JCT/IC(ICは新潟方面入口のみ) - 新座TB - (3)所沢IC
C3 東京外環自動車道
青梅街道IC（仮称）（事業中） - 目白通りIC（仮称）（事業中） - (50)大泉IC /JCT - (51)和光IC